# Eupatorium purpureum
Eupatoire Pourpre
Espèce
Classification phylogénétique
Eupatorium purpureum , l'eupatoire Pourpre, est une espèce de plante à fleurs de la famille des Asteraceae. Elle est originaire de la côte est des États-Unis en Amérique du Nord. À la suite d'études phylogénétiques récentes, le genre Eupatorium a été restreint et divisé, et de nombreux auteurs préfèrent lui donner le nom de Eutrochium purpureum.